# Helopeltis theivora
Helopeltis theivora là một loài côn trùng trong họ Miridae. Loài này được Waterhouse miêu tả khoa học đầu tiên năm 1886.
Đây là loài gây hại của cây Acacia mangium, phát triển phổ biến ở Indonesia.